# 水川寿也
水川 寿也（みずかわ としや、1958年12月11日 - ）は尺八奏者、作曲家。昭和音楽大学非常勤講師。

## 人物・来歴
香川大学邦楽部で尺八を始める。都山流尺八を岡田諦山に師事。1981年日本音楽集団入団、1982年NHK邦楽技能者育成会28期卒。2001年に作品集CD『碧の伝説』を発表。現代邦楽作曲家連盟会員。
2012年に『千本桜』を和楽器にアレンジし杵家七三社中で演奏した『和楽千本桜』を発表したところ動画サイトで60万再生を、また小林幸子と共演した『ぼくとわたしとニコニコ動画を夏感満載で歌ってみた【幸子】』は100万再生を突破した。

## 主な作品
- リープ （箏・十七絃・尺八） （※2001年に全日空の機内音楽プログラムで採用）
- ホワイトフォレスト （十七絃・尺八）
- 八重奏曲　アクシス （箏3・十七絃・三味線2・尺八2）
- 雪舞 （箏・十七絃・尺八） （※2007年に全日空の機内音楽プログラムで採用）
- バンブーダンス （尺八4）
- 涼流 （箏・尺八）
- 残光の彼方へ （箏3・十七絃・三味線2・尺八2）
- 風のモザイク （箏・十七絃・三味線・尺八）

## ディスコグラフィ
- 水川寿也作品集No.1 碧の伝説
- 水川寿也作品集No.2 大河の響き
- 水川寿也作品集No.3 残光の彼方へ
- 水川寿也作品集No.4 風のモザイク
- 水川寿也作品集No.5 音の玉手箱